# Arrows A7
Az Arrows A7 egy Formula–1-es versenyautó, amellyel az Arrows csapat versenyzett az 1984-es Formula–1 világbajnokság során. Pilótái Thierry Boutsen és Marc Surer voltak.

## Áttekintés
Ez volt a csapat első turbómotoros autója, miután sikerült megállapodást kötniük a BMW-vel, amely a Brabham számára is szállította a motorokat. Ezek ugyan nem kapták meg mindig a legújabb fejlesztéseket, de az Arrows partneri megállapodásra lépett Heini Maderrel, aki karbantartotta a saját egységeiket, és ezért még így is elég erősek voltak.
Kezdetben az előző évi autójukkal versenyzett valamelyik versenyzőjük, jellemzően Marc Surer, mindketten először Dallasban álltak rajthoz az A7-essel. Az autóval rengeteg megbízhatósági gond volt, Boutsen rendszeresen kiesett vele. Egész idényben egyszer szereztek pontot vele, Ausztriában, amely mindjárt kettős pontszerzés volt, a csapat történetében az első.
A csapatot két konstruktőrként regisztrálták az idény végén, miután a szívómotoros autóval is pontokat szereztek. Ezért pontjaik nem adódtak össze, csak három pontot írtak jóvá mindkét esetben: a turbómotoros Arrows a gyengébb eredményei miatt a 11., a Ford-motoros a 10. helyen zárta a bajnokságot.

## Eredmények
(félkövér jelöli a pole pozíciót, dőlt betű a leggyorsabb kört)
| Év   | Csapat                     | Motor      | Gumik | Pilóták         | 1   | 2   | 3   | 4   | 5   | 6   | 7   | 8   | 9   | 10  | 11  | 12  | 13  | 14  | 15  | 16  | Pontok | Helyezés |
| ---- | -------------------------- | ---------- | ----- | --------------- | --- | --- | --- | --- | --- | --- | --- | --- | --- | --- | --- | --- | --- | --- | --- | --- | ------ | -------- |
| 1984 | Barclay Nordica Arrows BMW | BMW M12/13 | G     |                 | BRA | RSA | BEL | SMR | FRA | MON | CAN | DET | DAL | GBR | GER | AUT | NED | ITA | EUR | POR | 3      | 11.      |
| 1984 | Barclay Nordica Arrows BMW | BMW M12/13 | G     | Thierry Boutsen |     |     | KI  |     | 11  | NK  | KI  | KI  | KI  | KI  | KI  | 5   | KI  | 10  | 9   | KI  | 3      | 11.      |
| 1984 | Barclay Nordica Arrows BMW | BMW M12/13 | G     | Marc Surer      |     |     |     | KI  |     |     |     |     | KI  | 11  | KI  | 6   | KI  | KI  | KI  | KI  | 3      | 11.      |

## Forráshivatkozások
1. ↑  Az Arrows-sztori (magyar nyelven). Napi F1 sztori, 2021. május 31. (Hozzáférés: 2025. május 26.)